# Жовнинская битва
Жовнинская битва (польск. Bitwa pod Żowninem) — битва украинских повстанцев во главе с Яковом Острянином и Дмитрием Гуней против правительственного шляхетского войска во время восстания Острянина в 1638 году.

## Предпосылки
Весной в 1638 году началось восстание нереестровых казаков во главе с Яковом Острянином и Карпом Скиданом, которое вызвало также массовые крестьянские волнения на Киевщине и Полтавщине.
После неудачных для повстанческих отрядов столкновений под Лубнами и на реке Слепород основные силы повстанцев, с которыми были их семьи, отступили к Жовнину (в настоящее время с. Жовнино Чернобаевского района Черкасской области), где начали строить лагерь.

## Ход битвы
Позиции, занятые Острянином под Жовнином, поблизости впадения Сулы в Днепр, были неблагоприятны. На рассвете 3 (13) июня, дождавшись подхода других частей, коронное войско Станислава Потоцкого и отряды князя Иеремии Вишневецкого начали штурм повстанческих позиций преобладающими силами и прорвали в нескольких местах оборону, захватив восемь пушек и большое количество пороха. Считая дальнейшее сопротивление нецелесообразным, Яков Острянин, понеся значительные потери, с частью казаков отступил из-под Жовнина на Слободскую Украину в пределах Русского царства. Повстанцы под руководством Кудри и Пешты замкнули лагерь и, окружив польские конные хоругви, которые смогли в него ворваться, приступили к их уничтожению. Однако Вишневецкий начал штурмовать казацкий лагерь, и только на третий раз смог, прорвав лагерь, дать возможность своим выйти из ловушки. Ночь прервала битву.
Повстанцы, которые остались в лагере, избрали гетманом Дмитрия Гуню и под его началом отбили штурм врага. Обе стороны понесли значительные потери. Казаки заняли излучину на берегу Сулы, которая почти из всех сторон омывалась рекой. Уставшее войско всю ночь работало над её укреплением. С не омывавшейся рекой стороны был насыпан вал. Поляки напротив казацкого вала насыпали свой вал, под самим казацким лагерем построили  шанцы, а на следующий день 4 (14 июня) начали обстрел лагеря. Но Станиславу Потоцкому не удалось сломить сопротивление повстанцев. На помощь коронному войску под Жовнин отправился с конницей польный гетман Николай Потоцкий. 10 июня в Жовнине стало известно о приближении вражеского подкрепления. Повстанцы сначала начали переговоры о капитуляции, но узнав о приближении из-за Днепра отряда Скидана, прервали переговоры. Скидану не удалось прорваться к окруженным товарищам. В ожесточённой битве он был разбит и вернулся в Чигирин.
В условиях непрекращающихся приступов поляков в ночь с 11 на 12 июня казаки Гуни построили мост через Сулу и перешли на два километра ниже по течению, туда, где Сула впадает в Днепр. В урочище Старец над старым Днепровским руслом они заняли сильные позиции и там ещё почти два месяца держали оборону.